# Rundturm von Kinneigh

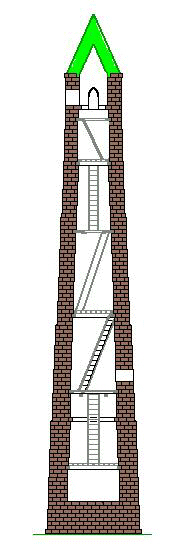
Rundturm - Prinzipskizze

Der Rundturm von Kinneigh im County Cork in Irland ist einer von lediglich zwei erhaltenen Rundtürmen im County, das ursprünglich mindestens sechs Rundtürme besaß. Der spätestens im 11. Jahrhundert erbaute und teilzerstörte Rundturm steht auf einer für Rundtürme einmaligen, etwa 5,7 m hohen hexagonalen Basis. Als weitere Besonderheit gilt ein Zwischenboden aus Stein im untersten der fünf Stockwerke.

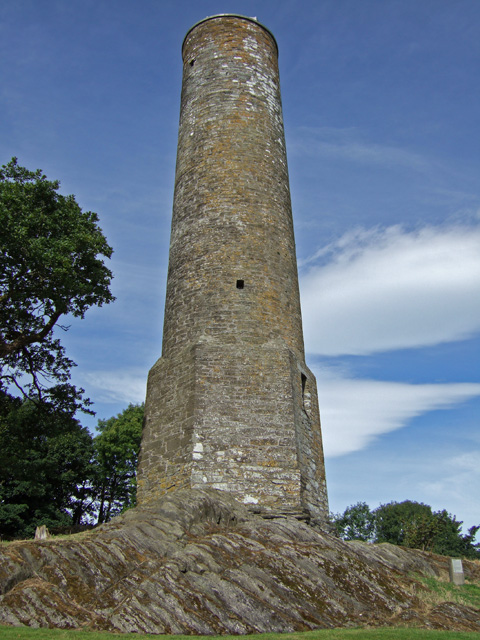
Rundturm von Kinneigh

Der Turmstumpf ist über 20 m hoch. Sein Basisdurchmesser beträgt maximal sechs Meter. Die im Nordosten gelegene Türschwelle liegt in 3,24 m Höhe. Er ist einer von nur acht Rundtürmen mit geradem Sturz über den vier Fensteröffnungen und der Tür. Diese Konstruktion spricht für eine Entstehung zwischen 950 und 1050, also im ersten Jahrhundert des Rundturmbaus auf der Insel. Bei Kinneigh muss die zeitliche und räumliche Nähe des doppelt umwallten Ringforts Cahervagliair Fort berücksichtigt werden. Der Turmbau könnte parallel mit dem Dun realisiert worden sein, das zwischen 800 und 1000 genutzt wurde. Brian Boru soll hier im Alter zwischen 8 und 16 Jahren als Geisel gehalten worden sein.
Im 18. Jahrhundert wurde der Turm erhöht, um eine Glocke aufzunehmen.